# Вихідні на березі океану
«Вихідні на березі океану» (фр. Week-end à Zuydcoote «Вихідні в Зюйдкооті») — французька військова кінодрама 1964 року, знята Анрі Вернеєм за романом Робера Мерля «Вихідні в Зюйдкооті», з Жаном-Полем Бельмондо у головній ролі.

## Сюжет
Дія відбувається під час Другої світової війни в Зюйдкооті на французькому узбережжі біля Дюнкерка. Жюльєн Мелла намагається перебратися до Англії на кораблі разом із британськими військовими, але в нього не виходить. Тоді він залишається на окупованій території та намагається організувати життя у перервах між німецькими атаками та обстрілами.

## У ролях
- Жан-Поль Бельмондо — Жюльєн Мелла
- Франсуа Герен — головна роль
- Катрін Спаак — Жанна
- Жорж Жере — Піно
- Жан-П'єр Мар'єль — Пірсон
- П'єр Монді — другорядна роль
- Марі Дюбуа — Елен
- Крістіан Барб'є — Поль
- Кеннет Хейг — Аткінс
- Роналд Говард — Робінсон
- Робер Деланд — другорядна роль
- Жан-Поль Руссійон — другорядна роль
- Альбер Ремі — другорядна роль
- Крістіан Мельсен — другорядна роль
- Найджел Сток — другорядна роль
- П'єр Верньє — другорядна роль
- Алан Адер — другорядна роль
- Марі-Франс Буайє — Жаклін
- Робер Базіль — другорядна роль
- Шарль Буйо — другорядна роль
- Жерар Дарр'є — другорядна роль
- Колен Манн — другорядна роль
- Мішель Барбе — другорядна роль
- П'єр Колле — другорядна роль
- Рауль Дельфосс — другорядна роль
- Боб Лерік — другорядна роль
- Бернар Мюссон — другорядна роль
- Рольф Спат — другорядна роль
- Жюльєн Вердьє — другорядна роль
- Дональд О'Брайєн — другорядна роль
- Поль Павель — другорядна роль
- Робер Роллі — другорядна роль
- Домінік Зарді — другорядна роль
- Марі-Франс Міньяль — Антуанетта
- Ентоні Стюарт — другорядна роль
- Поль Пребуа — другорядна роль
- Ерік Сінклер — другорядна роль
- Луї Віре — другорядна роль
- Франсуа Пер'є — Александр
- Моріс Озель — другорядна роль

## Знімальна група
- Режисер — Анрі Верней
- Сценарист — Франсуа Буайє
- Оператор — Анрі Деке
- Композитор — Моріс Жарр
- Художник — Робер Клавель
- Продюсери — Раймон Акім, Робер Акім